# Junkers EF 61
Junkers EF 61 – niemiecki prototypowy samolot bombowy, zaprojektowany w firmie Junkers do lotów na dużych wysokościach. W latach 1935–1937 zbudowano tylko dwa egzemplarze. Testowano w nich kabiny ciśnieniowe, bazując na doświadczeniach zdobytych przy budowie Ju 49. Miały osiągać pułap ponad 12 000 metrów. Jednakże obydwa rozbiły się podczas lotów próbnych we wrześniu i grudniu 1937 roku, po czym projekt przerwano.